# 伊利安·愛華提莫夫
伊利安·愛華提莫夫（1983年4月28日—），保加利亞裔法國籃球運動員。他現在效力於法國聯賽球隊沙隆麋鹿。他也代表保加利亞國家籃球隊參賽。